# Jamboree mondial de 1987
Le jamboree mondial de 1987-1988 est le seizième jamboree scout. Il s'est tenu en Australie, à Cataract Scout Park en Nouvelle-Galles du Sud, Australie. Il a rassemblé plus de 14 000 scouts venus de 84 pays. C'est le premier Jamboree dans l'hémisphère sud, avec notamment un déplacement de date, du mois d'août traditionnel à janvier pour être en été. Le cap de la nouvelle année est passé par les scouts durant le jamboree.
Le Jamboree a pour devise "Rassembler le monde" .
Le Jamboree fait partie des célébrations du Bicentenaire de l'Australie.

## Source
- (fr) Les jamborees mondiaux (archive)